# Diptychophora harlequinalis
Diptychophora harlequinalis là một loài bướm đêm trong họ Crambidae.